# Похвальный крест Министра обороны Чешской Республики
Похвальный крест Министра обороны Чешской Республики (чеш. Záslužný kříž ministra obrany České republiky) — высшая ведомственная награда министерства обороны Чешской Республики.

## Описание
Крест вручается министром обороны как одна из ведомственных наград воинам действительной службы. Однако он может быть предоставлен государственным служащим. Основаниями для награждения награды могут быть храбрость, отвага, успешное командование в бою, заслуги в успешном выполнении боевых действий, образцовое управление войсками и отличное выполнение служебных или трудовых обязанностей, а также образцовое представление армии и другие значимые заслуги. заслуги перед оборонным сектором и его развитием. Награда также может быть вручена другим гражданам Чешской Республики и иностранным гражданам за значительное сотрудничество с Министерством обороны, за усилия по обеспечению боеспособности и готовности Армии Чешской Республики и за выполнение различных задач. на благо армии Чешской Республики.

## История
Крест был учреждён 16 декабря 1996 года министром обороны Милославом Выборным. Крест имеет 3 степени.
|  |  |  |